# Mário Alborta Velasco
Mário Alborta Velasco (ur. 1904, zm. 1976) – boliwijski piłkarz. Grał na pozycji napastnika.

## Kariera klubowa
Podczas kariery piłkarskiej w latach 1925–1939 reprezentował barwy Club Bolívar.

## Kariera reprezentacyjna
Mário Alborta grał w reprezentacji Boliwii w latach dwudziestych i trzydziestych. W 1926 roku uczestniczył w Copa América 1926. Boliwia zajęła na tym turnieju ostatnie, piąte miejsce, a Alborta wystąpił we wszystkich czterech meczach. Rok później ponownie grał na Copa América 1927. Boliwia zajęła czwarte, ostatnie miejsce, a Alborta zagrał we wszystkich trzech meczach. W meczu z Argentyną strzelił jedynego gola dla Boliwii.
W 1930 roku Mário Alborta uczestniczył w mistrzostwach świata 1930. Na Mundialu zagrał w obu meczach z Brazylią i Jugosławią.